# Los Arabos, Cuba
Los Arabos là một đô thị và thành phố ở tỉnh Matanzas của Cuba. Thành phố này nằm ở phía đông của tỉnh, giáp với tỉnh Villa Clara.
Đô thị này được chia thành các barrio Cabecera, Macagua, Monte Alto và San Pedro de Mayabón.

## Dân số
Năm 2004, dân số đô thị Los Arabos là 25.702 người. với diện tích 762 km² (294,2 mi²), và mật độ dân số 33,7người/km² (87,3người/sq mi).